# 宋致和
宋致和（1915年—2013年5月11日），曾名宋志一，男，河北唐县人，中华人民共和国政治人物。

## 生平
1948年1月，担任河南省郑州市市长、市委书记，河南省委财贸部部长，河南省委书记处书记。1966年5月任物资管理部副部长。1970年3月后，任新疆维吾尔自治区革委会副主任、副主席。